# Video Kids
Video Kids war ein Disco-/Pop-Duo aus den Niederlanden, das 1985 mit Woodpeckers from Space einen internationalen Hit hatte.

## Bandgeschichte
Die Band entstand Mitte der 1980er Jahre als eines der vielen Nachfolgeprojekte der 1979 aufgelösten Band Catapult. Sänger der Band war der DJ Peter Slaghuis. Zweites Mitglied war Bianca Bonelli, die zuvor in der Band Sam & Joan Company und mit dem Solohit Je veux l'amour - Follow Me erfolgreich gewesen war. Produzenten der Band waren Adams/Fleisner, die auch mit Digital Emotion („Go Go Yellow Screen“) und ähnlichen Projekten zusammenarbeiteten.
Mit der Debütsingle Woodpeckers from Space aus dem Jahr 1984 hatte die Band einen großen internationalen Erfolg. In Deutschland und der Schweiz war das Lied ein Top-Ten-Hit und in Norwegen erreichte das Lied sogar Platz 1.
Weitere Singles und zwei Alben blieben danach erfolglos, so dass die Video Kids ein One-Hit-Wonder sind.

## Bandmitglieder
- Bianca Bonelli
- Peter Slaghuis

## Diskografie
Alben
- 1984: The Invasion of the Spacepeckers
- 1985: On Satellite
- 1999: Jack to the Sound of Underground

Singles
- 1984: Woodpeckers from Space
- 1984: Do You Like Surfing
- 1985: Do the Rap
- 1985: On Satellite
- 1985: La Bamba
- 1988: Witch Doctor
- 2018: Doesn't Like Them for You